# گلدن‌دیکت

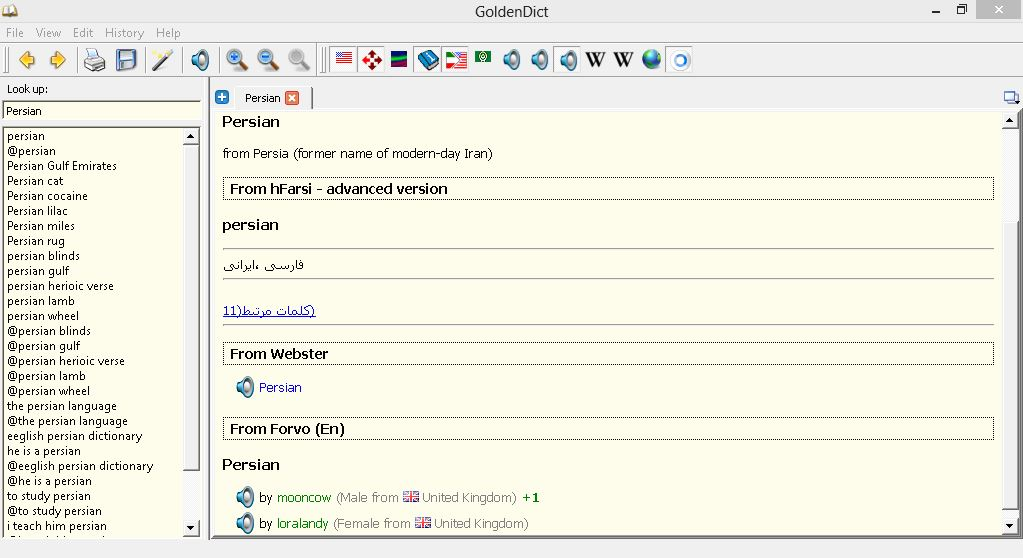

گلدن‌دیک (به انگلیسی: GoldenDict) یک نرم‌افزار فرهنگ لغت قابل اجرا بر روی دسکتاپ و متن‌باز می‌باشد. این فرهنگ واژگان رایانه‌ای معنای واژه‌ها و عبارات را برای زبان‌های مختلف ارائه می‌کند.

## ویژگی‌ها
- قابلیت نشان دادن تلفظ‌ها از طریق اتصال به بزرگترین سایت تلفظ دنیا، فوروو به وسیله API
- مجانی و متن بار
- پشتیبانی فرمت‌های مختلف از جمله گلاسری‌های بابیلون

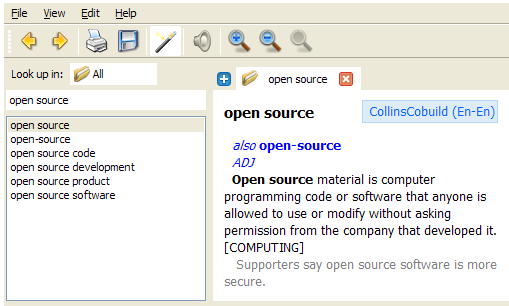

- استفاده از وب‌کیت
- اتصال به ویکی‌پدیا